# Trebiai csata
A trebiai csata a második pun háború első nagy ütközete volt Hannibal karthágói serege és a Római Köztársaság csapatai között, i. e. 218-ban, a kisebb ticinusi csatát követően. Hannibál mintegy 38 000 lovast és gyalogost számláló serege az észak-itáliai Trebia (a mai Trebbia) folyó mellett nagy vereséget mért Tiberius Sempronius Longinus consul valamivel nagyobb seregére. A római hadsereg fele elpusztult a csatatéren. A csatában, mint a megelőző ticinusi ütközetben is, döntő szerepet játszottak az elbujtatott, a rómaiak ellen oldaltámadást intéző karthágói erők.